# Iglesia de Santo Stefano (Castel Frentano)

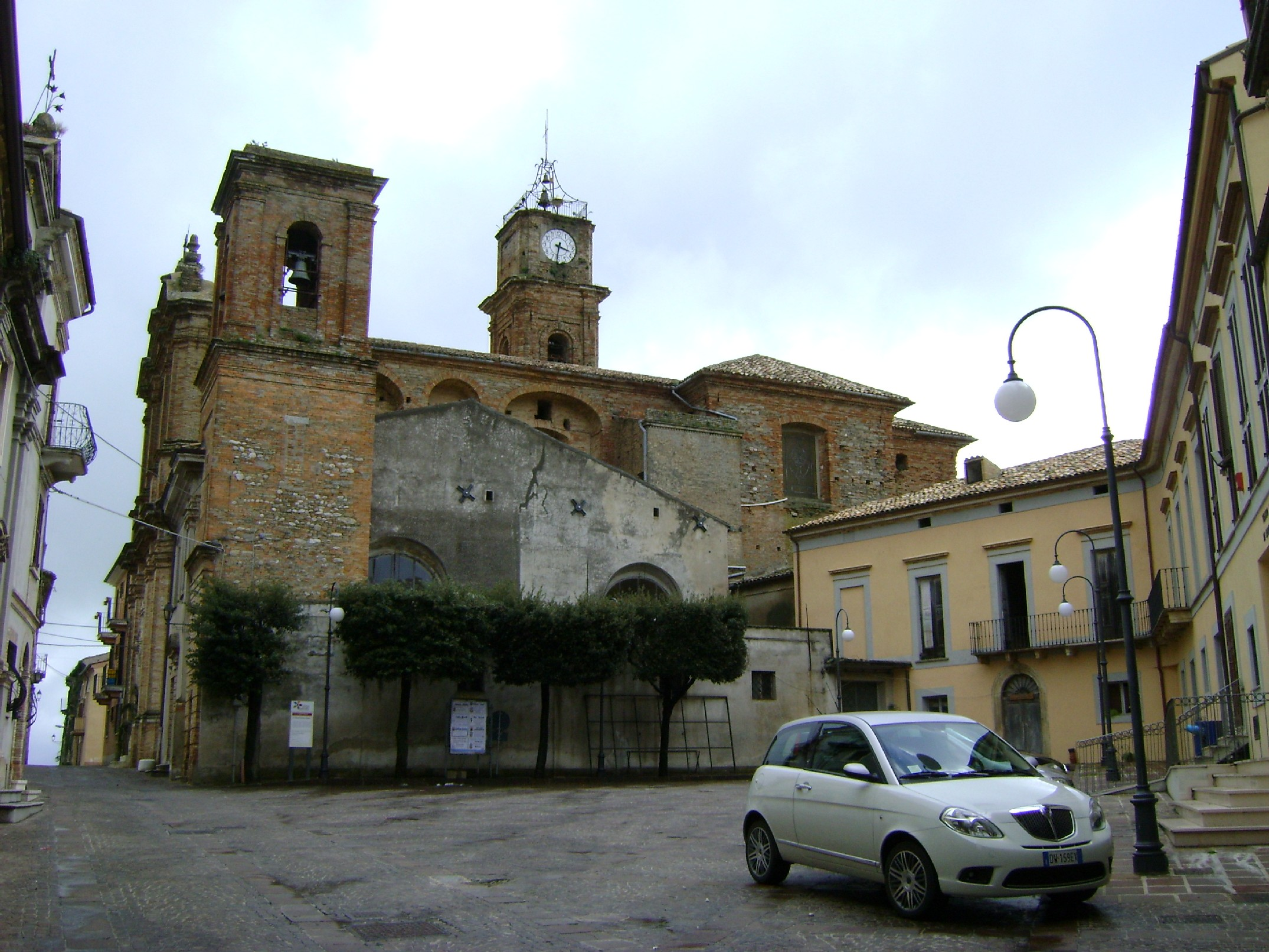
Piazza Caporali, a la vista la capilla del Santísimo Rosario, y detrás la misa de la parroquia de Santo Stefano

La iglesia archipresbiterial de Santo Stefano Protomartire es la iglesia madre de Castel Frentano, en la provincia de Chieti. Fue reconstruida en la segunda mitad del siglo XVIII sobre una iglesia construida probablemente entre finales del siglo XIII y principios del siglo XIV, que se había quedado pequeña para albergar a la numerosa gente y se encontraba en mal estado de conservación. Desde el siglo XVI la iglesia es arciprestazgo, cuyo primer arcipreste fue Don Camillo Savino.

## Historia

### El primer lugar de culto
La primera iglesia madre de Santo Stefano es de origen incierto, presumiblemente construida entre finales del siglo XIII y principios del siglo XIV . Poseía un pequeño bajorrelieve de plata de la paz, probablemente obra de Nicola da Guardiagrele, hoy desaparecido, según nos cuenta el historiador Anton Ludovico Antinori . Después de haber sido gobernada durante algunos siglos por un rector, en el siglo XVI la iglesia fue elevada al rango de arcipreste (probablemente en conjunción con la erección de la diócesis de Lanciano, en 1515), un privilegio concedido a una parroquia muy grande y rica en pueblo y clero, permitiendo así a la Universidad de Castel Nuovo (como se llamaba de hecho Castel Frentano en ese momento) elegir a su arcipreste. El primer arcipreste cuyo nombre se conoce es Don Camillo Savino. De esta época se conserva una pila bautismal de madera que data de alrededor de 1500, restaurada en los años 1960, única obra de la antigua iglesia que ha llegado hasta nuestros días. En 1616 la iglesia de Santo Stefano y las otras de la ciudad fueron visitadas por Monseñor. Lorenzo Monzonís Galatina, arzobispo de Lanciano . De aquella visita pastoral sabemos que en aquella época la parroquia era mucho más rica en obras artísticas que el templo actual. El altar mayor estaba de hecho enriquecido con un tabernáculo de madera, con estatuas que representaban a San Esteban y San Juan y había una pintura de la Anunciación. En la nave había 11 altares laterales, mantenidos por las familias ricas de la época; Estaban dedicadas a San Salvatore, a los Santos Andrés, Isabel y Biagio, a los Santos Antonio Abad y Tomás Apóstol, a San Sebastián, a la Natividad de María, al Santo Rosario (el de la Archicofradía del mismo nombre del lugar), a los Santos Ángeles, a San Francisco, a Santa Catalina, a San Pantaleón y a la Anunciación . Hoy en día, los altares, sus pinturas, estatuas y muebles sagrados han desaparecido.
 
Debido al aumento de la población, en 1620, por propuesta del entonces arcipreste Don Giulio Di Scipio, la iglesia sufrió importantes obras de ampliación. Con el paso del tiempo, el esplendor de la iglesia se fue perdiendo, debido al crecimiento poblacional y al abandono del templo. De hecho, durante el siglo XVIII, Castel Nuovo conoció una notable prosperidad económica y demográfica, gracias al señorío de la familia Caracciolo, que puso a la iglesia de Santo Stefano en una posición en la que ya no era capaz de contener a la numerosa gente; Por lo tanto, se hizo necesario construir una nueva iglesia.
El problema de la antigua iglesia fue respondido en la resolución del Parlamento Universitario, adoptada el 16 de noviembre de 1749:
la iglesia madre bajo el título de San Esteban Protomártir siendo incapaz para las personas mayores, además de estar en mal estado teniendo la forma de un fenilo más que de una iglesia, habría un bienhechor que quisiera contribuir a los gastos, ayuda y otras cosas, siempre que esta Universidad y sus ciudadanos contribuyan a la extracción de las piedras, su transporte, transporte de ladrillos, cal, arena, vigas, agua, proporcionando también la debida ayuda, habiendo proporcionado también por un experto práctico a la consideración del gasto por la obra que se realiza y por el material necesario ... [] Por tanto, siendo esta ofrenda útil al público, será de beneficio para la honra de Dios y de conveniencia para cada ciudadano ... [] cada hijo está obligado a fijar su propia madre ... [] Sus Señorías deberían decidir si tienen intención de embellecerlo y ampliarlo ... [].Cuando finalmente se encontraron los fondos, comenzaron los trabajos de construcción de la nueva casa de culto. Según la tradición popular, los ciudadanos, impulsados por el deseo de ver construido un nuevo templo, contribuyeron formando una cadena humana para transportar ladrillos desde el actual barrio de la Crocetta (donde probablemente en aquella época había un horno de ladrillos) hasta el pueblo . Al respecto, los historiadores sostienen que hubo un arquitecto famoso, la tradición sostiene que fue Vanvitelli. Se supone, en cambio, que fue Mario Gioffredo, alumno de Vanvitelli, quien en aquellos años estaba construyendo la iglesia del Carmine en Vasto. La construcción continuó durante muchos años hasta la re-consagración por Mons. Domenico Gervasoni y la apertura al culto en 1780, según confirma el portal. Entre 1978 y 1981 fue objeto de obras de restauración encargadas por el párroco Don Costantino Parente, durante las cuales se rehicieron la cubierta y el suelo y se pintó el edificio, dándole el aspecto que tiene hoy.

## Descripción

### Exteriores
La iglesia ocupa el corazón del centro histórico, el edificio rectangular está conectado a la derecha a la iglesia del Rosario, a la izquierda al subcuerpo de la iglesia de Monte dei Morti. La fachada de ladrillo visto está dividida en dos sectores por una hilada de celosía, el sector base tiene un portal de piedra arenisca con volutas y adornos. En el centro se encuentra en relieve el escudo cívico de Castel Frentano, con el año de finalización 1780. Se supone que el portal fue reutilizado de la antigua iglesia demolida. El sector secundario tiene una ventana central.
El tímpano es semicircular. El campanario lateral es una robusta torre de ladrillo, con un antiguo reloj de sol del siglo XVII. El nuevo reloj de Tarso del siglo XIX se construyó en la parte elevada del campanario, que remata con una elegante jaula de hierro forjado para albergar las campanas de las horas. En el lado que da a la Piazza Caporali, la iglesia exhibe las obras inacabadas del acueducto municipal de 1901 diseñado por Alfredo Berenga de Lanciano.
La falsa cúpula con que está dotada la iglesia descansa sobre cuatro arcos de la cubierta.

### El interior
Como la construcción de la nueva iglesia era muy costosa, se abandonó el proyecto de dotarla de pinturas, debido al gasto de 300 ducados, que se consideró excesivo. En cambio, fue decorada a principios del siglo XIX con estucos sobrios, atribuidos a Giuseppe Ciampoli de San Vito. El interior, de una sola nave, presenta seis altares laterales del período de la reconstrucción, decorados con retablos atribuidos a Giuliano Crognale, pintor de Castelnuovo.
Estos últimos representan respectivamente a la Virgen Inmaculada (copia de otra de Vincenzo Ronzi de Penne), San Miguel Arcángel (copia de Guido Reni), Santa Ana educando a María, la incredulidad de Santo Tomás Apóstol, María Santísima del Rosario y María Santísima del Sufragio, obra de Eliseo De Luca de Lanciano de 1857; (este lienzo se encontraba en estado de descomposición durante años pero en el verano de 2018 fue colocado de nuevo en su altar correspondiente tras una restauración muy deseada por la asociación cultural Ripensiamo il centro storico).
Los dos últimos están situados en las capillas de las dos cofradías, cerca del crucero. En el siglo XIX el arcipreste Don Luigi Di Guglielmo de la familia Silveri hizo añadir el altar mayor y su balaustrada (1847), en contraste sin embargo con la iglesia y el órgano monumental, obra de Quirico Gennari de Lanciano, sobre una caja de madera tallada por Modesto Salvini de Orsogna; Aún se conserva en el coro, aunque no está en funcionamiento.
En el altar mayor había un lienzo del siglo XVIII que representaba a San Esteban, hoy sólo parcialmente conservado en la sacristía. En 1926 el arcipreste Francesco Gaetani hizo restaurar el altar mayor. Los cuatro evangelistas de piedra fueron añadidos a la cúpula en los años 60 por el arcipreste Don Francesco Memmo, quien también restauró la estatua de San Roque, del siglo XVIII, y la estatua de San Antonio, del siglo XIX, que todavía se encuentran en pie para su veneración. En 2011 se consagró el nuevo altar mediante la decisión, bastante discutible, de reutilizar los mármoles del antiguo Altar Mayor.
La iglesia también alberga la estatua de Santa Rita, una estatua del Crucifijo del siglo XIX, la estatua de Nuestra Señora del Rosario y una pila bautismal de madera tallada. El altar mayor presenta un gran nicho en la pared con una estatua moderna de San Esteban realizada en madera de Val di Fassa.
En la sacristía se encuentra una segunda imagen procesional, la más antigua, del siglo XVIII, se conserva en el archivo parroquial, necesitada de restauración.

### Oratorio de la Congregación del Santísimo Rosario

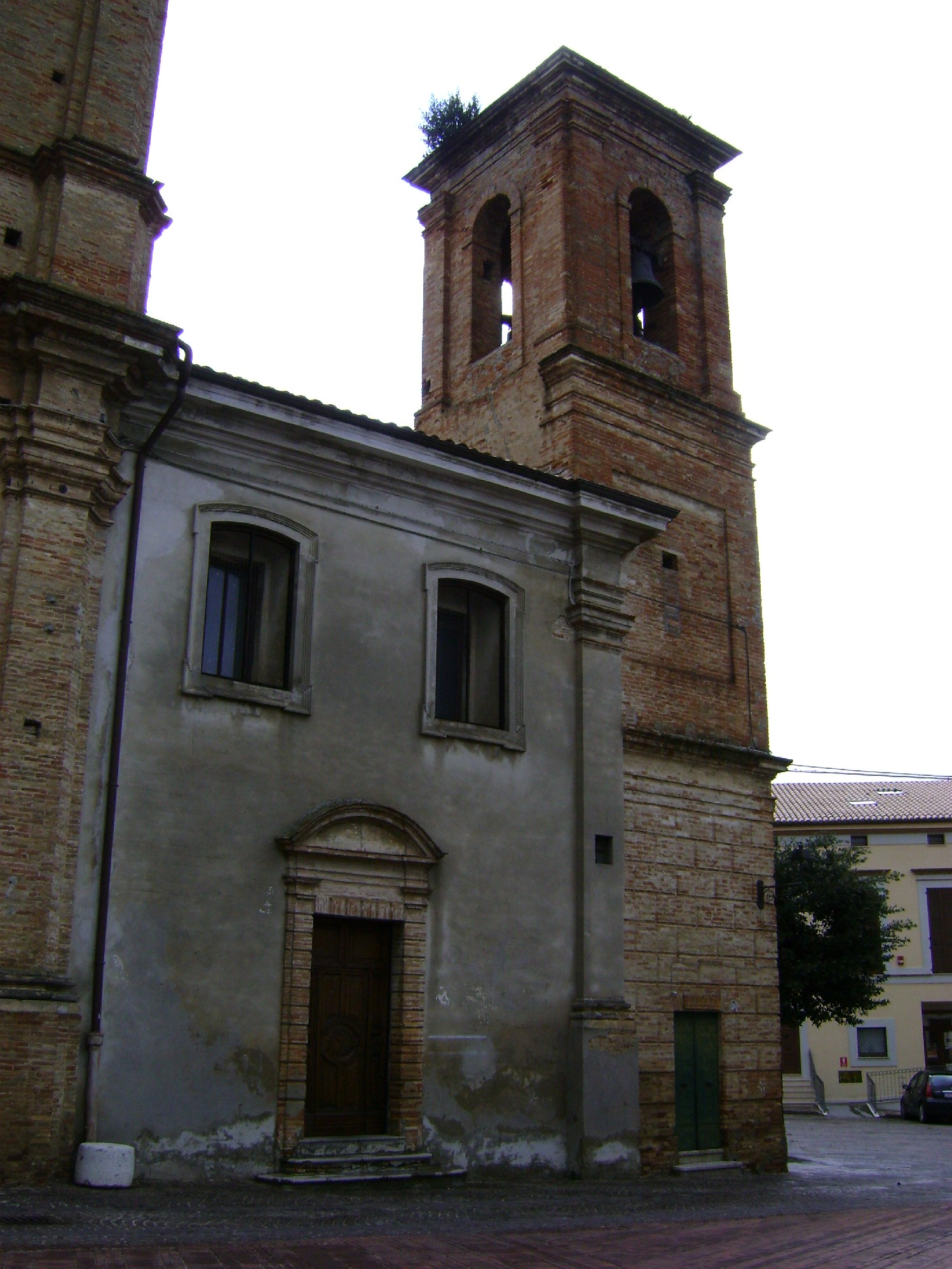
Exterior de la Capilla del Rosario

La primera capilla dedicada al Santo Rosario se encuentra en el cementerio, con un lado orientado hacia la Piazza Caporali. Se trata de una pequeña iglesia del siglo XVI-XVIII anexa a la iglesia parroquial, con una fachada muy sencilla, caracterizada por dos ventanales laterales y una portada de piedra, con tímpano semicircular. El campanario está hecho de ladrillo rojo visto. Fue encargado por la Congregación local del Santísimo Rosario en 1581.
El interior, de una sola nave, fue restaurado en 2008, debido a riesgos estáticos, posteriormente en 2017 se realizó una restauración conservadora gracias a la cual fue posible salvar un ciclo de pinturas murales de Giuliano Crognale (1770-1862) ubicadas en la bóveda donde se representan escenas de la vida de la Virgen María. El altar monumental es de escayola, obra de los hermanos Terzani, en el primer cuarto del siglo XVIII. Alberga la estatua de la Virgen del Rosario de mediados del siglo XVII, atribuida a Giacomo Colombo, flanqueada por dos nichos con San Domenico y Santa Rita de Lima. El nicho más grande está flanqueado por medallones pintados de los Misterios del Rosario, de la escuela de Nicola Ranieri da Guardiagrele. La iglesia también está adornada con asientos laterales de madera pintada para los hermanos.

### Oratorio de la Cofradía del Monte de los Muertos y del Purgatorio
La capilla del Suffragio o Monte dei Morti, del nombre de la cofradía allí situada, fundada en el siglo XVI, que organizaba los entierros de los difuntos en el cementerio y seguía los ritos de la Semana Santa.
Los documentos dan testimonio de la presencia de la Hermandad del Sufragio de los Muertos en la iglesia desde la segunda mitad del siglo XVII. En 1665 fue citada como sede del Sufragio, en 1691 como Hermandad del Monte de los Muertos, situada en la capilla de Maria SS.ma del Suffragio. En 1719 fue reconocido formalmente en el catastro de 1752 donde también fue llamado "del Purgatorio".
La antigua iglesia fue incorporada en el siglo XIX a una nueva estructura erigida cerca del vestíbulo parroquial en Via Torrione, donde antiguamente se encontraba el cementerio, hoy decorado con pinturas murales y estatuas de Nuestra Señora de los Dolores, San Juan Apóstol, San Roque y San Antonio de Padua.
La iglesia es también la "cripta" de la iglesia parroquial de Santo Stefano, accesible desde via Torrione, carece de fachada real, de hecho se caracteriza por la presencia de un campanario rectangular, similar a la torre de la capilla de la Virgen del Rosario, en la Piazza Caporali, que desde el lado norte de la iglesia parroquial de Santo Stefano domina la plaza. El interior, de una sola nave, está decorado con estucos, bóveda de cañón con falsa cúpula central y un altar dedicado a la Madonna del Suffragio.
Hay pinturas de Vincenzo Ronzi de Penne de 1848 relativas al "Descendimiento de la Cruz" y a la "Santísima Trinidad", así como un ciclo de pinturas laterales que ilustran la entrada en Jerusalén, la Última Cena y la Agonía en el Huerto. El altar mayor presenta tres nichos con la estatua principal de la Virgen con el Niño entre las almas del Purgatorio, y las otras de San Mauricio y San Cayetano. La estatua del Cristo Muerto se atribuye a la escuela de Domenico Renzetti de Lanciano.
A la entrada de la puerta de hierro forjado, se encuentra el documento de reconocimiento de la Archicofradía por parte del rey Fernando I de las Dos Sicilias, y una pintura de clara inspiración masónica que representa un altar votivo con 2 ángeles y el cráneo de Abraham, obra de Giuliano Crognale.
La primitiva iglesia del Suffragio estaba situada fuera de los muros, pero ya durante la visita pastoral de Monseñor Alfonso Álvarez Barba, obispo de Lanciano, en 1671 fue descrita como en ruinas, y fue reconstruida junto a la iglesia madre de Castelfrentano, con la creación de un succorpo para el entierro de los muertos en su interior.
La iglesia del Monte, al igual que la del Rosario, tiene un pequeño campanario realizado con ladrillos de la zona, con 3 campanas.